# Dicranomyia (Dicranomyia) subpunctulata
Dicranomyia (Dicranomyia) subpunctulata is een tweevleugelige uit de familie steltmuggen (Limoniidae). De soort komt voor in het Oriëntaals gebied.